# Riccardo Pangallo
Riccardo Pangallo (Ragusa, 5 aprile 1953) è un attore e comico italiano.

## Gli inizi
Siciliano trapiantato a Firenze inizia come attore nel 1975 facendo parte del gruppo surrealista Collettivo Cavallo Pazzo. Poco dopo incontra sul suo cammino Chris Torch (ex Living Theatre) e lo accompagna in alcuni suoi "one man show" occupandosi delle musiche e di piccoli interventi sulla scena. Grazie a Torch capisce che è possibile mettere in piedi uno spettacolo con un solo attore (se stesso) e lo realizza. Mr.Ollagnap il titolo ed il tema è la doppia personalità. Mr.Ollagnap viene rappresentato, oltre che in Italia, anche nei Paesi Bassi.

## Influenze
Sia in Italia sia nei Paesi Bassi incontra artisti come Katie Duck, Johnny Melville, Justin Case, Jango Edwards, Carlos Trafic, Hector Malamud, Yves LeBreton, Boris Hybner, Nola Rae e partecipa a stage di alcuni di loro. Alla fine degli anni settanta conosce il gruppo catalano degli Els Comedians e, per un periodo, si muove insieme a loro partecipando ai loro spettacoli.

## Influenze cinematografiche
Traendo ispirazione da Buster Keaton, agli inizi degli anni 1980, Riccardo Pangallo realizza uno spettacolo (Fuga a 60 all'ora) che si svolge per metà sul palcoscenico teatrale mentre l'altra metà scorre proiettata su un grande schermo. Sono immagini girate appositamente per lo spettacolo in 16mm (in quegli anni il video era appena nato e non adatto a quello scopo) grazie alle quali Pangallo esce dalla scena per entrare nel film e viceversa in un carosello senza fine che culmina in un inseguimento con sé stesso. In "Fuga a 60 all'ora" ci sono già i germi di ciò che successivamente gli darà maggiore notorietà: il doppiaggio comico.
Nel 1984 si impegna nella scrittura e la realizzazione di un lungometraggio dal titolo Teo Pablinski, un giallo-comico presentato in vari festival italiani tra cui la Mostra Internazionale del Telefilm a Chianciano Terme e il Festival del Cinema Giovani a Torino. 

## Televisione
Nel 1987 Pangallo inizia a lavorare in televisione con Il Carcerato nella trasmissione Lupo solitario. L'anno dopo interpreterà all'interno della censurata Matrioska e successivamente de L'araba fenice, entrambe di Antonio Ricci, L'Investigatore Palombo, una serie di gialli-comici girati con un taglio cinematografico e scritti dallo stesso Pangallo. 
Contemporaneamente compaiono su Raitre (TeleTango di Sergio Staino e l'anno dopo Va' pensiero di Andrea Barbato) i suoi doppiaggi comici in cui prende di mira sia personaggi del mondo della politica che grandi attori hollywoodiani nella rubrica da lui ideata dal titolo "Lo Spezzone".
(La conclusione di ogni puntata de "Lo Spezzone")
Pangallo, con il doppiaggio comico, va sempre più affinando una tecnica grazie alla quale conferisce significati opposti alle espressioni originarie degli attori. Poco dopo, oltre al doppiaggio, fa uso del montaggio per piegare le immagini alle proprie esigenze, ottenendo, nelle sue assurde e surreali storie, una attendibilità e credibilità che non fanno che accrescerne l'effetto comico. 
Nel 1990 ancora “L'Investigatore Palombo” sarà protagonista di una nuova serie all'interno della trasmissione Banane.
Nel 1993 è la volta della sua partecipazione a Mai dire Gol della Gialappa's Band, nella quale Pangallo presta la voce, ridicolizzandoli, a calciatori e personaggi del mondo sportivo.
Seguono altre trasmissioni televisive quali: Pippo Chennedy Show di Serena Dandini (RaiDue), Va ora in onda con Carlo Conti (RaiUno) Fenomeni con Piero Chiambretti (RaiDue), Sex and the City (TMC), Convenscion (RaiDue), Bulldozer (RaiDue) nelle quali, non comparendo mai di persona, fornisce contributi comici e surreali.
Per due anni consecutivi realizza dei promo per la trasmissione il Galà della pubblicità, in onda su Canale 5, con la stessa tecnica ed effetti comici applicati questa volta al linguaggio pubblicitario.

## Lungometraggi
Pangallo realizza un lungometraggio dal titolo La storia del cinema, la “summa“ riveduta e corretta di molti suoi lavori di doppiaggio comico uniti da un filo narrativo semiserio sulle varie crisi attraversate dal Cinema dalla sua nascita fino ai nostri giorni.
Pubblica un video dal titolo I Capi del Mondo - da Hitler a Bush come non li avete mai visti né sentiti, sulle patologie dei leader di tutti i tempi (Edizioni Il manifesto).
Realizza un lungometraggio utilizzando sequenze tratte da 50 film diversi: Effetto Pan Graal, concepito e scritto assieme ad Antonio Bertoli, è un vero e proprio film, un racconto nello stile dei suoi lavori comici per immagini (smontaggio, rimontaggio, manipolazione di immagini e doppiaggio), che aggiunge una continuità narrativa che li lega insieme all'interno di una surreale, comica ed inedita storia.
Si è occupato inoltre, inseguendo sempre la stessa passione per il cinema, di organizzare, insieme ad Antonio Bertoli, festival cinematografici sotto l'insegna di "Phoenix Arte in Movimento", con la presenza di nomi come Alejandro Jodorowsky, Roger Corman, Fernando Arrabal, Enki Bilal e altri ancora. 2006–2007

## Teatro
Psaico, scritto, diretto e interpretato da Pangallo, è la storia di un enigmatico neuropsichiatra, convinto che il bombardamento dei media sia causa di un gran numero di disturbi psichici; la sua paziente teledipendente non guarirà fino al momento in cui non verrà casualmente in aiuto del neuropsichiatra uno dei più grandi maestri del cinema.

## Cinema
- Cavalli si nasce, regia di Sergio Staino (1989)
- Condominio, regia di Felice Farina (1990)

## Programmi TV
- Lupo Solitario - Italia 1 (1987)
- TeleTango - Rai 3 (1988)
- L'araba fenice - Italia 1 (1988)
- Va' pensiero - Rai 3 (1989)
- Banane - TMC (1990)
- Radio Carolina - Italia 1 (1991)
- Zuppa d'anatra - Tele+1 (1992)
- Mai dire Gol - Italia 1 (1993)
- Dub-Dubbio Audio - Tele+1 (1994)
- Quick Show - Odeon TV (1995)
- Pippo Chennedy Show - Rai 2 (1997)
- Va ora in onda - Rai 1 (1997)
- Qualcuno mi può giudicare - Rai 3 (1998)
- Forte Fortissima - TMC (1998)
- Cinema Days - Stream (1998)
- Movie Paradise - Stream (1999)
- Fenomeni - Rai 2 (1999)
- Convenscion - Rai 2 (2000)
- Bulldozer - Rai 2 (2002)